# سالوماو صالحة
سالوماو صالحة هو لاعب كرة قدم لبناني في مركز الوسط، ولد في 25 نوفمبر 1972 في فلوريانو في البرازيل. شارك مع منتخب لبنان لكرة القدم. أما مع النوادي، فقد لعب مع نادي الحكمة لكرة القدم ونادي الصفاء ونادي ريفر تيريزينا.

## وصلات خارجية
- سالوماو صالحة على موقع الاتحاد الدولي (مؤرشف)  (الإنجليزية)
- سالوماو صالحة على موقع قاعدة بيانات كرة القدم.إي يو (الإنجليزية)
- سالوماو صالحة على موقع ناشيونال فوتبول تيمز (الإنجليزية)